# 20 липня
20 липня — 201-й день (202-й у високосні роки) року за Григоріанським календарем. До кінця року залишається 164 дні.

## Свята і пам'ятні дні

### Міжнародні
- Міжнародний день шахів. Проводиться за рішенням ФІДЕ — Всесвітньої шахової федерації (заснована в 1924 р.)
- Міжнародний день торта. (International Cake Day)

### Національні
- Україна: День шахів. Відзначається щорічно згідно з Постановою Верховної Ради України (N 3985-VI від 1 листопада 2011 р.)
- Колумбія: День Незалежності. (1810)
- Коста-Рика: День інженера.
- Аргентина,  Бразилія: День друга.
- Північний Кіпр: День миру і свободи.
- Норвегія: День народження принца-наступника Хокона Магнуса.

### Релігійні

#### Християнство
Католицизм
- День Пророка Іллі.
- День Святого Ісуса-Іуста, одного з перших християн.
- День Святого Аполлінарія, єпископа і мученика.
- День Святої Маргарити Антиохійської — покровительки села Тарноруда.

Православ'я
- День Пророка Іллі.
- Знайдення мощей преподобномученика Афанасія Берестейського.

Англіканство
- День Святої Елізабет Кеді Стентон
- День Святої Амелії Блумер
- День Святої Сожурне Трус
- День Святої Гаррієт Табмен

#### Язичництво
- Свято Перуна

## Події
- 1534 — У Кембриджі зареєстровано перше у світі видавництво.
- 1585 — Експедиція Джона Девіса досягла південного краю Ґренландії, який було названо Землею Запустіння.
- 1671 — Петро Дорошенко розпочав облогу Білої Церкви й вислав на Поділля наказного гетьмана, брата Григорія. На допомогу ханові для боротьби із козаками Ханенка та запорожцями вирушив Кальницький полк.
- 1771 — Під час російсько-турецької війни 1768—1774 років Кафу захопили запорозькі козаки полковника Опанаса Ковпака. Почався російський період історії міста.
- 1917 — Зареєстрована торгова марка «BMW».
- 1917 — Представники південно-слов'янських народів підписали Корфську декларацію про об'єднання в єдину державу — Королівство Сербів, Хорватів і Словенців.
- 1924 — Засновано Міжнародну шахову федерацію. Тепер цей день відзначається як Міжнародний день шахів.
- 1944 — Заколот німецького руху опору з метою вбити Гітлера та здійснити державний переворот.
- 1969 — Американський космічний корабель «Аполлон-11» здійснив першу в історії посадку на Місяць.
- 1976 — Посадочний відсік американського космічного корабля «Вікінг-1» здійснив м'яку посадку на поверхню Марса.
- 1993 — заява Голови Ради Безпеки ООН про те, що постанова Верховної Ради РФ щодо статусу Севастополя як російського міста не має юридичної сили.

## Народились
Дивись також Категорія:Народились 20 липня
- 1304 — Франческо Петрарка, італійський поет, один із засновників гуманізму (його називають «батьком гуманізму»).
- 1581 — Ісідоро Біанкі, італійський художник доби пізнього маньєризму і бароко.
- 1656 — Йоган Бернгард Фішер фон Ерлах, австрійський архітектор і скульптор доби бароко.
- 1754 — Дестют де Трасі, французький філософ, політик і економіст. Ввів у науковий вжиток термін "ідеологія.
- 1804 — Річард Оуен, англійський зоолог та палеонтолог.
- 1811 — Володимир Караваєв, київський хірург, засновник сучасної офтальмології, один із організаторів медичного факультету в Києві і перший його декан.
- 1816 — Едвард Желіговський, польський поет, перекладач, філософ і громадський діяч.
- 1822 — Грегор Мендель, католицький священик і моравський біолог та ботанік, засновник сучасної генетики.
- 1850 — Георг Еліс Мюллер, німецький філософ, один з перших експериментальних психологів. Професорував у Геттінгені та Чернівцях.
- 1864 — Ерік Аксель Карлфельдт, шведський письменник. Лауреат Нобелівської премії з літератури 1931 року (посмертно) з аргументацією «за його поезію».
- 1870 — Олексій Ганський, астроном, ініціатор створення Сімеїзької обсерваторії.
- 1873 — Вітольд Малішевський, польський композитор, педагог, засновник та ректор Одеської консерваторії.
- 1886 — Френк Геллер, шведський письменник.
- 1888 — Зельман Ваксман, біохімік, лауреат Нобелівської премії з фізіології й медицини 1952 року «за відкриття стрептоміцину, першого антибіотика, ефективного при лікуванні туберкульозу».
- 1890 — Моранді Джорджо, італійський живописець і графік.
- 1895 — Ласло Могой-Надь, угорський художник, теоретик фото- і кіномистецтва, фігура світового авангарду.
- 1911 — Василь Кучер, український письменник.
- 1913 — Ольга Мак, українська письменниця.
- 1919 — Едмунд Гілларі, перший підкорювач Евересту.
- 1921 — Володимир Мельник, український письменник.
- 1928 — Павел Когоут, чеський письменник.
- 1933 — Кормак Маккарті, американський письменник, прозаїк і драматург, сучасний класик, лауреат Пулітцерівської премії.
- 1934 — Уве Йонсон , німецький письменник.
- 1937 — Петро Гоць, український бібліотекар-бібліограф, поет.
- 1938 — Наталі Вуд (Наталія Захаренко), американська кіноакторка українського походження, відома за фільмами «Вестсайдська історія» та «Великі перегони».
- 1941 — Володимир Ляхов, радянський, український космонавт. Здійснив три польоти в космос.
- 1944 — Анатолій Ненцінський, український поет, журналіст.
- 1947 — Карлос Сантана, мексиканський гітарист, перкусист, композитор.
- 1951 — Грег Бір, американський письменник-фантаст.
- 1951 — Володимир Сапон, український письменник, журналіст, краєзнавець.
- 1952 — Ганна Приходько, українська поетеса, музикант, педагог.
- 1957 — Ігор Геращенко, український поет, актор.
- 1960 — Первослав Вуйчич, канадський письменник сербського походження.
- 1964 — Кріс Корнелл, американський вокаліст, гітарист, та композитор. Фронтмен гурту Soundgarden, та соліст Audioslave.
- 1968 — Юлія Мостова, українська журналістка.
- 1972 — Ігор Бедзай, офіцер Військово-Морських Сил Збройних Сил України. Герой України.
- 1975 — Олена Ноздрань, українська бадмінтоністка.
- 1988 — Джуліанн Гаф, професійна американська танцівниця бальних танців і співачка в стилі кантрі.

## Померли
Дивись також Категорія:Померли 20 липня
- 1031 — Король Франції Роберт II Побожний (народився у 996).
- 1609 — Федеріко Цуккарі, італійський художник, представник маньєризму.
- 1649 — Алессандро Варотарі, італійський художник доби бароко.
- 1908 — Деметріос Вікелас, грецький підприємець, поет, перший Президент Міжнародного олімпійського комітету.
- 1945 — Поль Валері, французький поет і філософ, яскравий представник французького символізму.
- 1973 — Брюс Лі, гонконзький та американський кіноактор, філософ, майстер бойових мистецтв, інструктор і актор бойового кіно.
- 1989 — Олекса Воропай, український біолог, етнограф і письменник, фольклорист.
- 1989 — Василь Яновський (псевдоніми: Цеяновський, Мирний), письменник, літературний критик, публіцист.
- 1990 — Сергій Параджанов, український та вірменський кінорежисер, один із представників хвилі «українського поетичного кіно».
- 1994 — Михайло Черешньовський, український скульптор-монументаліст, різьбар по дереву, педагог і громадський діяч.
- 2003 — Ніколя Фрелінг, англійський письменник.
- 2004 — Вальдемарас Мартінкенас, литовський футбольний воротар.
- 2011 — Люсьєн Фрейд, британський художник. Онук Зигмунда Фрейда.
- 2013 — Нурія Тортрас, іспанська скульпторка.
- 2016 — Загинув унаслідок замаху Павло Шеремет, білоруський, російський та український журналіст телебачення, радіо та періодичних видань.
- 2017 — Честер Беннінгтон, музикант, вокаліст рок-гурту «Linkin Park».